# David Firisua
David Firisua (Honiara, 12 luglio 1981) è un ex calciatore salomonese, di ruolo centrocampista.

## Carriera

### Nazionale
Ha debuttato in Nazionale il 4 giugno 2001, in Isole Salomone-Isole Cook (9-1), gara in cui ha siglato la rete del momentaneo 7-1 al minuto 84. Ha partecipato, con la Nazionale, alla Coppa d'Oceania 2000 e alla Coppa d'Oceania 2002. Ha collezionato in totale, con la maglia della Nazionale, 5 presenze e una rete.